# Alona Tal
Alona Tal (hebrejsky אלונה טל‎; * 20. října 1983 Herzlija) je izraelská herečka.
Ve filmu se poprvé představila v roce 2002, v televizi o rok později. V letech 2003–2004 a 2006 působila v izraelském sitcomu ha-Pidžamot. Od roku 2004 účinkuje v amerických filmech a seriálech. Ve významných vedlejších rolích se objevila v seriálech Veronica Mars (2004–2005), Lovci duchů (2005–2011) a Status: Nežádoucí (2013). V hlavních rolích působila v seriálech Cane (2007), Cult (2013) a Hand of God (2013–2017). Roku 2016 hrála v izraelském seriálu Bnej aruba.

## Životopis a kariéra
Alona Tal je Židovka, narodila se a vyrostla v Herzliji v Izraeli. Oba rodiče, otec Ami Tal a matka Ajala (rozená Sabat) se narodili v Izraeli. Sama se označuje za „spirituální osobu“.
Svojí hereckou kariéru zahájila poté, co opustila Izraelské obranné síly. Vydala video nahrávku, ve které hrála zlou čarodějnici. Objevila se v reklamě na prášek na prádlo a poté získala hlavní roli v izraelském filmu Lihjot kochav.
Během natáčení filmu jí byly nabídnuty dvě role v různých izraelských televizních seriálech, které přijala. První role byla v telenovele Cimerim, jež pojednává o životě rodiny, která vlastní hotel, druhá role byla v sitcomu ha-Pidžamot, o kapele, která se snaží prosadit ve světě. Mimo to si zahrála ve videoklipu americké zpěvačky Skylar Grey k písni „Final Warning“.
Po přestěhování do New Yorku se seznámila se zpěvákem Wyclefem Jeanem a společně nahráli píseň „Party to Damascus, ve které zpívá refrén v hebrejštině. Získala roli Meg Manningové v seriálu Veronica Mars. Vedlejší roli si zahrála ve druhé, páté a sedmé řadě seriálu Lovci duchů. Hostující roli Molly Evans si zahrála ve finálovém díle seriálu Můj přítel Monk. V roce 2013 si zahrála jednu z hlavních rolí seriálu Cult. Během let 2014 až 2017 hrála hlavní roli v seriálu Hand of God. V roce 2016 se představila ve filmu Opening Night. V roce 2017 získala vedlejší roli Stelly v seriálu Tým SEAL.

## Osobní život
Dne 23. března 2005 se provdala za herce Marcose Farraeze. Dcera se jim narodila v březnu roku 2017.

## Filmografie

### Film
| Rok  | Název                                  | Role                | Poznámky |
| ---- | -------------------------------------- | ------------------- | -------- |
| 2002 | Pim pam po 2: Be-armon ha-ksamim       | Šuša, čarodějnice   |          |
| 2003 | Lihjot kochav                          | Lilach              |          |
| 2007 | Správně praštěný holky                 | Devon Thompson      |          |
| 2007 | Na pokraji smrti 2                     | Ellie Burke         |          |
| 2008 | Po čem kluci touží?                    | Gina Hedlund        |          |
| 2010 | Undocumented                           | Liz                 |          |
| 2010 | Kalamity                               | Ashley              |          |
| 2013 | Zlomené město                          | Katy                |          |
| 2014 | Rescuing Madison                       | Madison             |          |
| 2015 | Night of the Living Dead: Darkest Dawn | Helen Cooper (hlas) |          |
| 2016 | Opening Night                          | Chloe               |          |

### Televize
| Rok                   | Název                           | Role                       | Poznámky                                            |
| --------------------- | ------------------------------- | -------------------------- | --------------------------------------------------- |
| 2003                  | Cimerim                         | Maja                       |                                                     |
| 2003–2004, 2006       | ha-Pidžamot                     | Alona Tal                  | hlavní role (1.–3. řada), 64 dílů                   |
| 2004–2005             | Veronica Mars                   | Meg Manningová             | vedlejší role, 10 dílů                              |
| 2005                  | Kriminálka Las Vegas            | Tally Jordanová            | díl: „Pokojová služba“                              |
| 2006                  | Odložené případy                | Sally (1988)               | díl: „8 let“                                        |
| 2006                  | Sedmé nebe                      | Simonova záhadná kamarádka | díl: „Život s mobilem“                              |
| 2006                  | První prezidentka               | Courtney Winters           | díl: „State of the Unions“                          |
| 2006                  | Split Decision                  | Bex Christensen            | TV film                                             |
| 2006–2007, 2009, 2011 | Lovci duchů                     | Jo Harvelle                | vedlejší role, 7 dílů                               |
| 2007                  | Frangela                        | Sara                       | TV film                                             |
| 2007                  | Cane                            | Rebecca King Vega          | hlavní role, 13 dílů                                |
| 2008                  | Uklízeč                         | Jackie Kemp                | díl: „Rag Dolls“                                    |
| 2008                  | Posel ztracených duší           | Fiona Raine                | díl: „Firestarter“                                  |
| 2009                  | Mentalista                      | Natalie                    | díl: „Casanova v šarlatové“                         |
| 2009                  | Knight Rider – Legenda se vrací | Julie Nelson               | díl: „Záhada baru“                                  |
| 2009                  | Párty na klíč                   | Heather                    | díl: „California College Conservative Union Caucus“ |
| 2009                  | Můj přítel Monk                 | Molly Evans                | díl: „Pan Monk a konec 2/2“                         |
| 2010                  | Independent Lens                | Chana Senešová (hlas)      | díl: „Blessed Is the Match“                         |
| 2010                  | Anatomie lži                    | Becky Turley               | díl: „Trauma“                                       |
| 2010                  | Dokonalý podraz                 | Kaye Lynn Gold             | díl: „The Studio Job“                               |
| 2010                  | Obhájci                         | Ashley                     | díl: „Nevada v. Carter“                             |
| 2011                  | Prolhané krásky                 | Simone                     | díl: „Pozor na to, co si přeješ“                    |
| 2011                  | Prime Minister's Children       | Libi Agmon                 |                                                     |
| 2011                  | The Killing                     | Aleena Drizocki            | díl: „Beau Soleil“                                  |
| 2011                  | Against the Wall                | Nicki                      | 2 díly                                              |
| 2011                  | Three Inches                    | Lily Thereoux              | TV film                                             |
| 2012                  | Powers                          | Zora                       | neprodaný televizní pilot                           |
| 2013                  | Cult                            | Kelly Collins              | hlavní role, 13 dílů                                |
| 2013                  | Status: Nežádoucí               | Sonya                      | vedlejší role, 8 dílů                               |
| 2016                  | Bnej aruba                      | Zohar                      | hlavní role, 7 dílů                                 |
| 2014–2017             | Hand of God                     | Jocelyn Harris             | hlavní role, 17 dílů                                |
| 2017–dosud            | Tým SEAL                        | Stella                     | vedlejší role                                       |